# 윤경철
윤경철(1971년 9월 1일 ~ )은 대한민국의 연출가이다. 부산광역시에서 태어났다. 1996년 5월에 스포츠서울 공채 8기로 입사해 12년간 연예부 기자로 활동하다가 2007년에 OBS PD로 입사하였다. 2008년에 OBS 《윤피디의 더 인터뷰》의 연출과 진행을 맡았다. 2007년 12월 10일부터 2009년 12월 28일까지 이데일리에 《윤PD의 연예시대》를 기고하였다.

## 학력
- 고려대학교 대학원 신문방송학과 석사

## 경력
- 스포츠서울 연예부 기자
- OBS 예능제작팀 PD

## 관련 기사
- 윤경철. (윤PD의 연예시대①)연예인 바겐세일 시대! '사랑' '결혼' '이혼'도 팝니다~. 이데일리. 2008년 1월 7일.
- 윤경철. (윤PD의 연예시대②)노출 마케팅의 필요악...'연예인 협찬' 그 씁쓸한 굴레. 이데일리. 2008년 1월 7일.
- 윤경철. (윤PD의 연예시대③)스타 선행이 '쇼'로 비춰지는 까닭은?. 이데일리. 2008년 1월 7일.
- 윤경철. (윤PD의 연예시대ⓛ)급부상하는 연예계 OO라인 XX사단. 이데일리. 2008년 1월 14일.
- 윤경철. (윤PD의 연예시대②) 가요계, 뭉치면 살고 흩어지면 죽는다. 이데일리. 2008년 1월 14일.
- 윤경철. (윤PD의 연예시대③) 대중문화 집단체제 무엇이 문제인가?. 이데일리. 2008년 1월 14일.
- 윤경철. (윤PD의 연예시대①) 연예인 스캔들, 이렇게 만들어진다. 이데일리. 2008년 5월 13일.
- 윤경철. (윤PD의 연예시대②) '걸핏하면 법적운운'..연예인 스캔들, 어디까지 보호받나?. 이데일리. 2008년 5월 13일.
- 윤경철. (윤PD의 연예시대③) 스캔들, 열애...자기가 말하면 '약' 남이 말하면 '독'!. 이데일리. 2008녀 5월 13일.
- 윤경철. (윤PD의 연예시대①) '최진실 괴담' 진원지, 죽음 부른 증권가 찌라시의 폐해. 이데일리. 2008년 10월 6일.
- 윤경철. (윤PD의 연예시대②) 자살·이혼·낙태···상상 초월 연예인 괴담과 루머. 이데일리. 2008년 10월 6일.
- 윤경철. (윤PD의 연예시대③) 악성루머 양산하는 연예·방송 이니셜 놀이, 중단해야. 이데일리. 2008년 10월 6일.
- 윤경철. (윤PD의 연예시대①) 문근영 이지아...불경기 연예계, 캔디형 스타가 뜬다. 이데일리. 2008년 10월 27일.
- 윤경철. (윤PD의 연예시대②) '별은 내 가슴에' 최진실, 대한민국 최고의 캔디 캐릭터. 이데일리. 2008년 10월 27일.
- 윤경철. (윤PD의 연예시대③) '사랑가' 일색 가요계, 긍정의 힘 전하는 '희망가' 절실. 이데일리. 2008년 10월 27일.
- 윤경철. (윤PD의 연예시대①) '싱거운 진실보단 화끈한 거짓?'...짝퉁 증후군 심각. 이데일리. 2009년 2월 23일.
- 윤경철. (윤PD의 연예시대②) 합성누드 女스타, 아날로그적 대응방식의 허와 실. 이데일리. 2009년 2월 23일.
- 윤경철. (윤PD의 연예시대③) 女배우 누드합성, 왜곡된 F4의 폐해. 이데일리. 2009년 2월 23일.
- 윤경철. (윤PD의 연예시대①) 승자독식 연예계, '마태효과' 심각하다. 이데일리. 2009년 6월 15일.
- 윤경철. (윤PD의 연예시대②) '후크' '막장'··· 날로 심각해지는 연예계 편식. 이데일리. 2009년 6월 15일.
- 윤경철. (윤PD의 연예시대③) '부모, 집안이 좋아야'...연예계 '인기'도 세습된다. 이데일리. 2009년 6월 15일.